# Dommelsch Pilsener

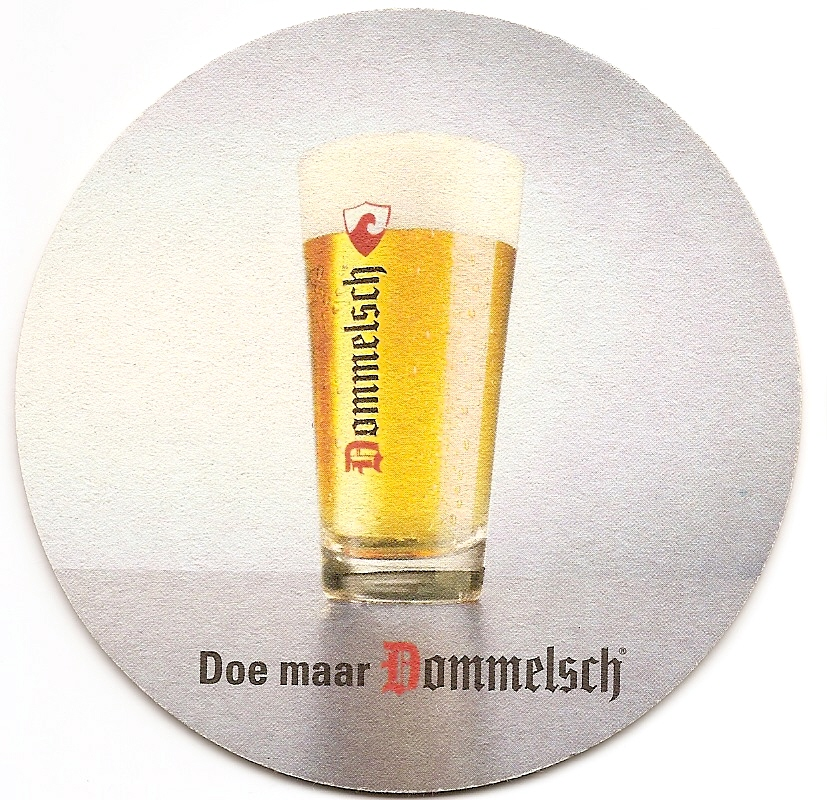
Een Dommelschviltje.

Dommelsch Pilsener is een Nederlands pilsbier. Het bier wordt gebrouwen in Dommelen, bij de Dommelsche Bierbrouwerij. Het is een lichtblond bier met een alcoholpercentage van 5,0%.
De Dommelsche Bierbrouwerij valt onder het internationale concern AB Inbev (voorheen InBev en daarvoor Interbrew). Het bier wordt sinds de oprichting van de brouwerij in 1744 gebrouwen.